# Turkmenistans damlandslag i fotboll
Turkmenistans damlandslag i fotboll representerar Turkmenistan i fotboll på damsidan. Dess förbund är Football Federation of Turkmenistan (Turkmenistans fotbollsförbund).